# Carolina González
Carolina González (Chile, 27 de enero de 1972) es una árbitra internacional de fútbol de nacionalidad chilena y con categoría FIFA desde 2007. Ha arbitrado a nivel internacional los Campeonato Sudamericano Femenino Sub-17 de 2008, Campeonato Sudamericano Femenino Sub-20 de 2008, la Copa Mundial Femenina de Fútbol Sub-20 de 2008 y la Copa Bicentenario Chile 2010.

## Distinciones individuales
| Distinción             | Año  |
| ---------------------- | ---- |
| Mejor Árbitra de Chile | 2008 |
| Mejor Árbitra de Chile | 2011 |

.